# Stygnomma spinula
Espèce
Synonymes
- Antagona spinula Goodnight & Goodnight, 1942

Stygnomma spinula est une espèce d'opilions laniatores de la famille des Stygnommatidae.

## Distribution
Cette espèce est endémique de Porto Rico. Elle se rencontre vers Utuado et Adjuntas.

## Description
Le mâle holotype mesure 2,3 mm.

## Systématique et taxinomie
Cette espèce a été décrite sous le protonyme Antagona spinula par Goodnight et Goodnight en 1942. Elle est placée dans le genre Stygnomma par Goodnight et Goodnight en 1951.

## Publication originale
- (en) Goodnight et Goodnight, « Phalangids from Central America and the West Indies », American Museum Novitates, no 1184,‎ 1942, p. 1-23